# Die Wutprobe
Die Wutprobe (Originaltitel: Anger Management) ist eine US-amerikanische Filmkomödie aus dem Jahr 2003 von Regisseur Peter Segal mit Adam Sandler und Jack Nicholson in den Hauptrollen.

## Handlung
Dave Buznik, Kleidungsdesigner für übergewichtige Hauskatzen, ist ein verschlossener, schüchterner und unsicherer Mensch. Im Intro wird ein traumatisches Mobbingerlebnis als Kind dargestellt. Aufgrund dieses Erlebnisses ist Dave unfähig, seine Liebe zu seiner späteren Freundin Linda öffentlich zu zeigen oder ihr gar einen Heiratsantrag zu machen.
Die Handlung beginnt damit, dass Dave auf einer geschäftlichen Flugreise erfolglos um Kopfhörer bei einer Flugbegleiterin bittet. Das Gespräch steigert sich zu einem künstlich aufgebauschten Wortgefecht. Dave wird wegen angeblichen tätlichen Angriffs zu einer Geldstrafe verurteilt und soll eine Aggressionsbewältigungstherapie bei Dr. Buddy Rydell absolvieren. Dieser war Daves Sitznachbar im Flugzeug, selbst nicht ganz schuldlos an dem Vorfall und weiß, dass Dave keine Schuld trifft, doch er besteht darauf, dass Dave zumindest eine Therapiesitzung mitmacht.
In der Therapiegruppe ist Dave offenbar fehl am Platz und sofort Zielscheibe der Aggression aller anderen, doch er hat keine Wahl. Einige kleine Konfrontationen bringen Rydell zu der Ansicht, Dave brauche eine länger angelegte Therapie, da er zwar nicht nach außen, aber gegen sich selbst aggressiv sei. Er teilt ihm den aufbrausenden Chuck als Aggressions-Verbündeten zu. Schon am selben Abend in einer Kneipe rastet Chuck aus, Dave versucht zu intervenieren und verletzt dabei eine Kellnerin versehentlich im Gesicht. Er steht vor derselben Richterin, die Dave nun zu einer einjährigen Gefängnisstrafe verurteilen will, bis Rydell ihr vorschlägt, stattdessen mit Dave eine 30-tägige Intensivtherapie durchzuführen.
Das bedeutet, dass Rydell zu dessen Entsetzen in Daves Wohnung zieht, sogar in seinem Bett schläft und ihn zur Arbeit ins Büro begleitet. Er konfrontiert Dave mit dessen Hauptfeind aus der Grundschulzeit und stachelt ihn dazu an, ihm das Dauer-Mobbing heimzuzahlen, was Dave große Überwindung kostet, aber dann sichtlich gut tut. Mit der Drohung des Vollzugs der Gefängnisstrafe zwingt Rydell Dave zu einigen unangenehmen Begegnungen, etwa spontanes Flirten mit einer attraktiven Frau an der Bar. Bald sieht es für Dave sogar so aus, als spanne Rydell ihm auch noch seine Freundin Linda aus.
Schließlich betrachtet Dave Rydell als Gegner und beginnt um Linda zu kämpfen. Als Rydell und Linda zusammen ein Baseball-Spiel besuchen, fährt er sofort hin und macht Linda mitten auf dem Spielfeld einen Heiratsantrag. Linda willigt ein unter der Bedingung, dass Dave sie vor aller Augen im Stadion küsse. Tatsächlich schafft er das. Nun erfährt er, dass das komplette Geschehen ab der Eskalation im Flugzeug von Rydell in Lindas Auftrag inszeniert war, um Dave zu helfen, seine emotionalen Barrieren zu überwinden.

## Einzelheiten
- In der deutschen Synchronisation stammt der Transvestit Galaxia hörbar aus der Schweiz. In der englischen Originalversion spricht er mit deutschem Akzent.
- Im Originalton heißt Daves Vorgesetzter Head, in der deutschen Version Hoden.
- Der ehemalige Bürgermeister von New York City Rudy Giuliani, Ex-Tennisstar John McEnroe, Baseballstar Derek Jeter und Opernsänger Robert Merrill haben im Film kurze Gastauftritte als sie selbst.
- Für Lynne Thigpen, die die Richterin spielt, war dies ihr letzter Film. Sie starb einen Monat vor dem Kinostart in den USA.
- In einer Szene trägt Adam Sandler ein T-Shirt der Manchester Central High School, deren Absolvent er tatsächlich ist.

## Kritiken
„Eine ganz auf Jack Nicholson und Adam Sandler zugeschnittene Komödie, deren pubertäre Späße nur selten wirklich witzig sind und unter den spezifischen Schwächen ihrer Darsteller leiden.“

„Gehirn ausschalten und durchatmen: Dann kann man sich mit ‚Die Wutprobe‘ passabel unterhalten.“

„Insgesamt ist ‚Die Wutprobe‘ ein unterhaltsamer, lustiger Film, dessen ‚The Game‘-artige Wendung am Ende nicht unbedingt nötig gewesen wäre, aber geschadet hat sie auch nicht.“

„So originell und witzig die Story auch angelegt ist – so sehr hängt das Drehbuch in einigen Passagen gut. Dabei ist die ‚Wutprobe‘ (…) durchaus unterhaltsam; vor allem dem Dialog-Buch fehlt es aber leider an dem Witz, den eine wirklich hochkarätige Komödie braucht. Zumal, wenn sie mit Adam Sandler und Jack Nicholson zwei darstellerische Schwergewichte aufzubieten hat …“

## Auszeichnungen
- Adam Sandler gewann einen Teen Choice Awards 2003 in der Kategorie „Wutanfall“ und der Film war in drei weiteren Kategorien nominiert.
- Melissa Mitchell wurde für einen Young Artist Award 2004 nominiert.
- Bei der Verleihung der BMI Film & TV Awards 2004 gewann Teddy Castellucci einen Preis für die Filmmusik.

## Serienadaption
Eine auf dem Film basierende Fernsehserie, die ebenfalls den englischen Originaltitel Anger Management trägt, wird von 2012 bis 2014 auf dem US-amerikanischen Kabelsender FX ausgestrahlt. Anger Management handelt von dem ehemaligen Baseball-Spieler Charlie Goodson (Charlie Sheen), der Probleme hat, sein Temperament in Zaum zu halten und selbst seine Dienste als unkonventioneller Anti-Aggressions-Trainer anbietet. Insgesamt wurden 100 Folgen veröffentlicht.